# BSON
BSON (англ. Binary JSON або англ. Binary JavaScript Object Notation) — комп'ютерний формат обміну даними. Це двійкова форма представлення простих структур даних і асоціативних масивів (які називають об'єктами або документами). Ім'я "BSON" засноване на визначенні JSON і неофіційно означає "Binary JSON" (двійковий JSON).

## Типи даних і синтаксис
BSON документи (об'єкти) складаються з впорядкованих списків елементів. Кожен елемент складається з імені поля, типу і значення. Імена полів — це рядки. Типи включають:
- рядок
- ціле число
- число з десятковою комою подвійної точності
- дата
- масив байтів (двійкові дані)
- булеві (Істина й Хиба)
- null
- BSON об'єкт

Номінально, це надмножина JSON типів (JSON, наприклад не має масиву з типом бінарні дані), але через обмеження за довжиною деякі коректні значення JSON (такі як дуже довгі рядки) не є припустимими значеннями BSON.

## Ефективність
Порівняно з JSON, BSON є ефективним з точки зору як розміру збережених даних, так і швидкості сканування. Великі елементи в документі BSON мають префікс з довжиною документа для полегшення перебору.

## Дивись також
- JSON
- Документо-орієнтована база даних